# Belasco Theatre

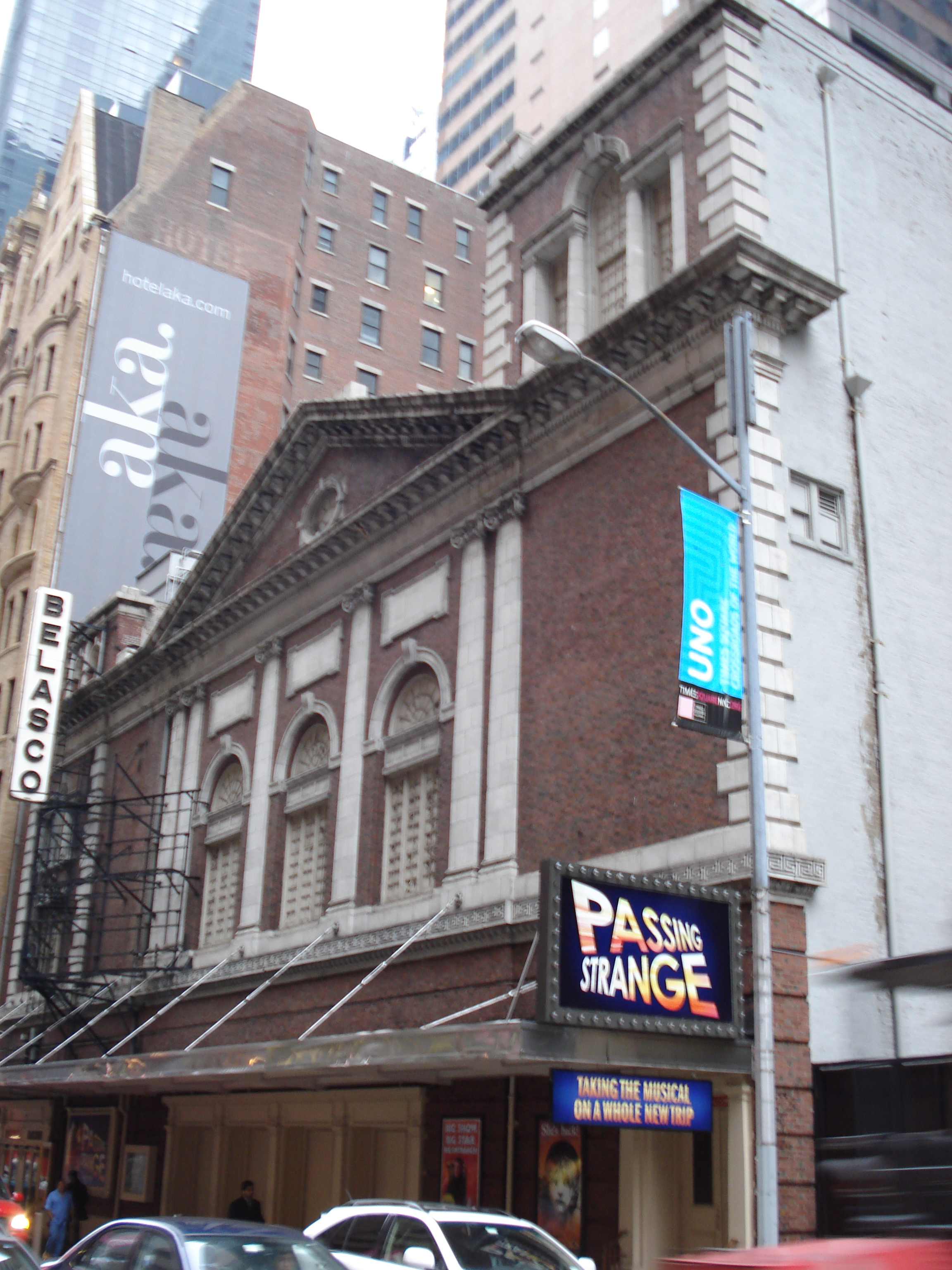
Belasco Theatre, 2007

Das Belasco Theatre ist ein Broadway-Theater in New York City an der Adresse 111 West 44th Street, zwischen der Avenue of the Americas und der Seventh Avenue.
Als der Bühnenschriftsteller David Belasco das von Oscar Hammerstein I gepachtete Theatre Republic (heute New Victory Theatre) zu verlassen plante, ließ er sich von dem Architekten George Keister wenige Blocks entfernt dieses Theater erbauen, das zunächst Stuyvesant Theatre genannt wurde. Nach der Grundsteinlegung am 5. Dezember 1906 wurde das Theater am 16. Oktober 1907 eröffnet.
Das Gebäude ist im Stil des Historismus gestaltet, von Neugotik bis Neu-Georgianik. Das Interieur zeigt Beispiele der Tiffany-Glaskunst. Weil Belasco auch Bühnenmeister und Theaterproduzent war, war ihm daran gelegen, es mit der modernsten Bühnentechnik und Beleuchtung auszustatten. Integriert ist ein Apartment mit zehn Zimmern, das Belasco als Wohnung und Büro nutzte. Drei Jahre später wurde das Theater in Belasco Theatre umbenannt. Nach dem Tod Belascos 1931 wurde es mehrmals vermietet und 1948 von der Shubert Organization gekauft, die es noch heute besitzt. Seit 1987 stehen sowohl die äußere Fassade als auch die innere Einrichtung des Gebäudes unter Denkmalschutz.
Im Zuschauerraum bietet das Theater auf drei Ebenen Platz für rund 1000 Personen.
Auf dem Spielplan stehen neben Klassikern der englischen Theaterliteratur vor allem Melodramen, Komödien und Musicals. 1929 spielte hier Humphrey Bogart, 1940 John Barrymore, 1946 Marlon Brando, 1957 Noël Coward, 1995 Ralph Fiennes (Hamlet) 2005 Denzel Washington (Julius Caesar).  Ab 1971 lief das Musical Oh! Calcutta! und ab 1975 The Rocky Horror Show, 1981 folgte Ain’t Misbehavin’.